# Кулик, Владимир Юрьевич
Влади́мир Ю́рьевич Кули́к (18 февраля 1972, Ленинград, СССР) — советский и российский футболист, нападающий.

## Биография
Родители — инженеры (отец работал в Институте инженеров водного транспорта). Старший брат занимался футболом и хоккеем, позже увлекся борьбой, но в итоге спорт оставил и стал военным.
Футболом начал заниматься со второго класса. Первый тренер — Василий Васильевич Корчигин. Занимался вместе с будущими партнерами по «Зениту» Артуром Белоцерковцем и Алексеем Наумовым. С первых тренировок был определен в линию нападения. В 12 лет стал чемпионом Ленинграда, обойдя школы «Смена» и «Зенит». В восьмом классе перешёл в футбольный интернат.
В 1990 приглашен в команду 2-й лиги «Кировец» Ленинград, где со 2-го круга стал игроком основы. В 1991 году перешёл в «Зенит». Играл в команде до 1997 года. С приходом на пост главного тренера Анатолия Бышовца, убедился, что тренер в его услугах не нуждается, и перешёл в ЦСКА, куда ранее отправился экс-главный тренер «Зенита» Павел Садырин. С армейцами выиграл серебряные и бронзовые медали чемпионата России.
После ухода из ЦСКА в 2001 году год не играл, поскольку ни один клуб не захотел платить большие деньги, назначенные ЦСКА за переход игрока. По приглашению Геннадия Костылева в 2003 году стал игроком клуба второго дивизиона «Титан» (Москва). В 2004 году принял решение завершить карьеру, став впоследствии футбольным агентом.
В 2003 году получил юридическое образование в Санкт-Петербургском университете МВД.
Всего в различных соревнованиях сыграл 481 игру (202 — высший дивизион, 149 — первый дивизион, 98 — второй дивизион, 28 — кубок, 4 — еврокубки) и забил 184 мяча (72 — высший дивизион, 71 — первый дивизион, 24 — второй дивизион, 17 — кубок).
В течение 9 лет подряд (1992—2000) становился лучшим бомбардиром своего клуба.
В составе сборной России не сыграл ни одной встречи, хотя вызывался на сборы.
По состоянию на сентябрь 2010 года проживал в Москве. Работал директором некоммерческого партнерства «Спортивная лига топливно-энергетических компаний», дочерней компании «Газпрома», занимающейся организацией спортивных мероприятий.
22 апреля 2017 года совершил первый символический удар по мячу в матче «Зенит» — «Урал» на вновь открытом на стадионе «Крестовский», поскольку является автором последнего гола «Зенита» на стадионе имени С. М. Кирова в кубковой встрече с петербургским «Локомотивом» в 1996 году.